# Christophe Laporte
Christophe Laporte (født 11. december 1992 i La Seyne-sur-Mer) er en cykelrytter fra Frankrig, der er på kontrakt hos Team Visma | Lease a Bike.
Laporte er sprinter, hvilket i 2019 gav ham ni sejre. Han har deltaget i Tour de France hvert år fra 2015 til 2020.